# Filonide di Laodicea
Filonide di Laodicea (Laodicea, ... – ...; fl. II secolo a.C.) è stato un filosofo greco antico, scolarca epicureo.

## Biografia
Una menzione in Apollonio di Perga conferma la preminenza dei suoi interessi in materia geometrica e, nei papiri conservati nella Villa dei Papiri di Ercolano, uno contiene una sua biografia.
Dalla biografia si ricava che, di Laodicea (odierna Latakia), in Siria, visse nel II secolo a.C. Fu prima allievo di alcuni geometri (un Eudemo e un Dionisodoro) e poi divenne allievo dell'epicureo Artemone. Studiò anche con Basilide, Scolarca dal 205 a.C. circaː a Laodicea Filonide fondò una scuola, promossa e frequentata dal sovrano Demetrio I Sotere. 
Venne, altresì, onorato dagli ateniesi con un'iscrizione per le sue benemerenze , all'epoca di Antioco IV Epifane e del nipote - e suo ex allievo- Demetrio I Sotere.

## Opere
Delle opere di Filonide non restano frammenti, ma solo menzioni nel papiro biografico già citato. Preparò un commento ai libri VI e VIII del Περὶ φύσεως e si prese cura di radunare i libri di Epicuro ; ancora a questa sua attività di Scolarca sono da riferire le epitomi delle lettere di Epicuro, Metrodoro, Polieno ed Ermarcoː anzi, a quest'opera, o quantomeno alla sua struttura, riconduce il PHerc. 176, d’incerto autore, che propone diversi excerpta di lettere attribuibili a Epicuro e ai suoi allievi più stretti, in cui a una nota introduttiva sul profilo di ciascuna figura seguono stralci di corrispondenza a mo’ di documentazione.
È controverso se Filonide fosse un geometra praticante che tentò, in un'opera di cui nel papiro biografico non ci resta il titolo, di conciliare il suo studio della matematica con il suo impegno epicureo per l'esistenza di minimi spaziali senza parti ma estesi. Molto probabilmente, adottò una posizione epicurea ortodossa su questi argomenti.